# Eurosong 1977 (Belgien)
Die belgische Vorentscheidung zum Eurovision Song Contest 1977 hieß Eurosong.

## Halbfinals
Der flämisch-belgische Fernsehsender BRT (heute: VRT), der im Jahr 1977 für die Ausrichtung des Vorentscheids verantwortlich war, suchte drei Gruppen aus, die am Vorentscheid teilnehmen sollten. Dies waren Two Man Sound, Dream Express und Trinity.
Jede Gruppe hatte ein eigenes Halbfinale, in der sie drei Lieder vorstellte. Zwei von diesen Liedern kamen in das Finale. Nach jedem Lied gab jeder eines 192 Menschen umfassenden Publikum jedem Lied zwischen 1 und 6 Punkten.

### Erstes Halbfinale
Im ersten Halbfinale sang die Gruppe Two Man Sound,
| Nr. | Lied           | Übersetzung             | Stimmen | Platz |
| --- | -------------- | ----------------------- | ------- | ----- |
| 01  | Dancing man    | Der tanzende Mann       | 0846    | 2.    |
| 02  | It's wonderful | Es ist wundervoll       | 0761    | 3.    |
| 03  | Bye Bye Love   | Auf Wiedersehen, Schatz | 1014    | 1.    |

### Zweites Halbfinale
Im zweiten Halbfinale die Gruppe Trinity,...
| Nr. | Lied                   | Übersetzung                 | Stimmen | Platz |
| --- | ---------------------- | --------------------------- | ------- | ----- |
| 01  | Go get your mother     | Geh zu deiner Mutter        | 0876    | 2.    |
| 02  | Let your love shine on | Lass deine Liebe erstrahlen | 0791    | 3.    |
| 03  | Drop drop drop         | Tropf tropf tropf           | 1075    | 1.    |

### Drittes Halbfinale
Im dritten Halbfinale sang Dream Express.
| Nr. | Lied                 | Übersetzung              | Stimmen | Platz |
| --- | -------------------- | ------------------------ | ------- | ----- |
| 01  | A million in 1, 2, 3 | Eine Million in 1, 2, 3  | 0978    | 2.    |
| 02  | Sold it for a song   | Verkauf es für ein Lied  | 1006    | 1.    |
| 03  | Spinning top         | Die Spitze der Spinnerei | 0745    | 3.    |

## Finale
Im Finale, das am 5. Februar stattfand und von Luc Appermont moderiert wurde, nahmen die in den Halbfinals bestimmten Lieder teil.
In der ersten Wahlrunde wurde wie in den Halbfinals abgestimmt. Der bestplatzierte Titel einer Gruppe kam in das Superfinale, wo es wieder bewertet wurde. Das Lied mit den meisten Stimmen bekam das Ticket nach London
| Nr. | Interpret     | Titel                | Erste Wahlrunde | Erste Wahlrunde | Zweite Wahlrunde | Zweite Wahlrunde |
| Nr. | Interpret     | Titel                | Stimmen         | Qualifiziert    | Stimmen          | Platz            |
| --- | ------------- | -------------------- | --------------- | --------------- | ---------------- | ---------------- |
| 01  | Two Man Sound | Dancing man          | 808             | Ja              | 812              | 3.               |
| 02  | Two Man Sound | Bye Bye Love         | 740             | Nein            |                  |                  |
| 03  | Dream Express | A million in 1, 2, 3 | 947             | Ja              | 984              | 1.               |
| 04  | Dream Express | Sold it for a song   | 922             | Nein            |                  |                  |
| 05  | Trinity       | Go get your mother   | 860             | Nein            |                  |                  |
| 06  | Trinity       | Drop drop drop       | 933             | Ja              | 932              | 2.               |

Dream Express erreichten beim Songcontest in London den 7. Platz. 
Bianca, Patricia und Stella Maessen, die weiblichen Mitglieder von Dream Express, waren außerdem Mitglieder von The Hearts of Soul, die die Niederlande beim Eurovision Song Contest 1970 vertraten.